# Jaap van der Linde
Jacob Leendert Dirk (Jaap) van der Linde (Simonshaven, 21 september 1938 – Turnhout, 12 juli 2024) was een Nederlands burgemeester voor de Partij van de Arbeid (PvdA) en bestuurder.
De boerenzoon Van der Linde studeerde enige jaren economie aan de Erasmus Universiteit te Rotterdam; daarna volgde hij, als avondstudent, de Sociale Academie. Intussen werkte hij in het welzijnswerk in Voorne-Putten-Rozenburg. Hij werd directeur Eilandengemeenschap Voorne-Putten-Rozenburg en was vanaf circa 1973 tevens secretaris van de Plaatselijke Commissie Ruilverkaveling Voorne-Putten.
In 1976 werd hij burgemeester van Kortgene (1976-1983), gevolgd door Made en Drimmelen (1983-1989) en Hoogezand-Sappemeer (1989-2000). In april 1999 werd hij benoemd tot Ridder in de Orde van Oranje-Nassau. Per 1 november 2000 ging hij met pensioen.
Van der Linde vervulde veel bestuursfuncties op allerlei gebied, ook in de sportwereld. Zo was hij voorzitter van de Provinciale Groninger Sportraad, voorzitter (1999-2003) van FC Groningen en lid van de raad van commissarissen van de Eredivisie BV. Deze laatste functies legde hij neer toen hij in 2003 naar België verhuisde. Hij deed dat, om dichter bij zijn (klein)kinderen te gaan  wonen.
Van 2004 tot begin 2006 was Van der Linde waarnemend burgemeester van Heeze-Leende, vervolgens werd hij waarnemer in Veldhoven (2006-2007). Hij was daarnaast onder meer formateur van het College van B & W in Alphen-Chaam, mediator in de gemeenten Grave en Drimmelen en werkzaam voor Boer&Croon.
Van der Linde overleed op 12 juli 2024 op 85-jarige leeftijd.